# Папська Рада душпастирської опіки працівників охорони здоров'я
Па́пська Ра́да душпа́стирської опі́ки працівникі́в охоро́ни здоро́в'я (лат. Pontificium Consilium pro Valetudinis Administris) — одна з дикастерій Римської курії. Дорадчий орган при Святому Престолі в біоетичних справах і душпастирській опіці працівників охорони здоров'я та пацієнтів. Раду заснував motu proprio Dolentium Hominum від 11 лютого 1985 року,Папа Римський Іван-Павло II, який реорганізував Папську комісію душпастирської опіки працівників охорони здоров'я в її теперішню форму 1989 року. Тепер голова Ради — архієпископ Зигмунт Зимовський. Апостольська конституція Pastor Bonus окреслює роботу Ради як:
- Стаття 152 — Папська Рада душпастирської опіки працівників охорони здоров'я демонструє турботу Церкви про хворих, допомагаючи тим, хто служить хворим і стражденним, так, щоби апостолат милосердя міг колись більш ефективно відповідати на народні потреби.

- Стаття 153 — § 1. Рада повинна поширювати учительство Церкви в духовних і моральних аспектах хвороби так само як і значення стражденної людини.[1]

До її задач також належать координація дій різних дикастерій Римської курії, в церинахб стосовних охорони здоров'я. Папська Рада пояснює і захищає вчення Церкви з проблем здоров'я. Рада вивчає програми та ініціативи політики охорони здоров'я на міжнародних і національних рівнях, з метою здобуття її доречності й значення для душпастирської опіки про Церкву.

## Теперішня структура
- Голова: архієпископ Зигмунт Зимовский;
- Кардинали — члени Ради: Жеральду Мажелла Агнелу, Кіт Майкл Патрік О’Брайєн;
- Секретар: монсеньйор Жан-Марі Мате Мусіві Мпендавату;
- Заступник секретаря: отець Августо Кенди.

А також штат із 6 офіціалів. 36 членів і 50 радників, яких призначає Папа Римський, представляють куріальні дикастерії та організації, єпископат і мирян.
Голова, секретар і заступник голови беруть участь у міжвідомчих зустрічах, так само як і на коференціях і лекціях, пов'язаних із галуззю охорони здоров'я.

## Список голів Папської Ради душпастирської опіки працівників охорони здоров'я
- кардинал Фьйоренцо Анджеліні (16 лютого 1985 — 31 грудня 1996);
- кардинал Хав'єр Лосано Барраган (7 січня 1997 — 18 квітня 2009);
- архиепископ Зигмунт Зимовський (18 квітня 2009 — ).

## Виноски
1. ↑  Папські Ради